# Bamangwato
I Bamangwato (o BaNgwato oppure anche Ngwato) sono un popolo dell'Africa meridionale presente in Botswana e in Sudafrica. È uno degli otto principali sottogruppi etnici che compongono l'etnia Tswana.
Parlano una lingua di ceppo Bantu, il sengwato, un dialetto della Lingua tswana.
Nel 1903 il re Khama III eresse a capitale dei Bamangwato la città di Serowe, l'attuale capoluogo del Distretto Centrale del Botswana.
Sia Seretse Khama, il primo presidente del Botswana, sia suo figlio Ian, presidente dal 2008 al 2018,  appartengono all'etnia Bamangwato; quest'ultimo detiene anche il tradizionale titolo di Kgôsikgolo ("re") dei Bamangwato.